# Warszawska Syrenka

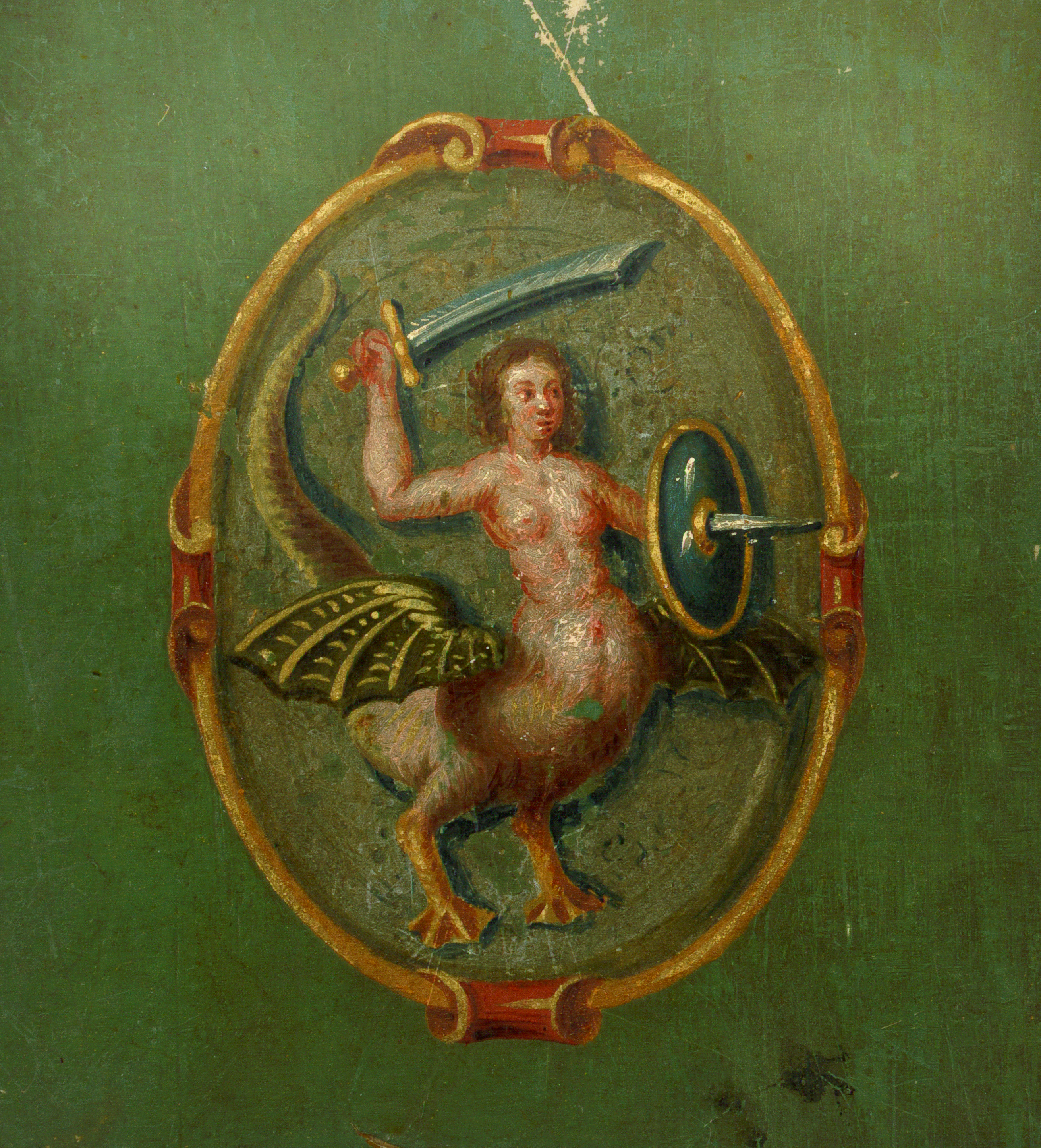
Herb Starej Warszawy znajdujący się na okładce księgi "Regestrum proventuum et expensorum civitatis antiq[ue] varsaviae" (1652)

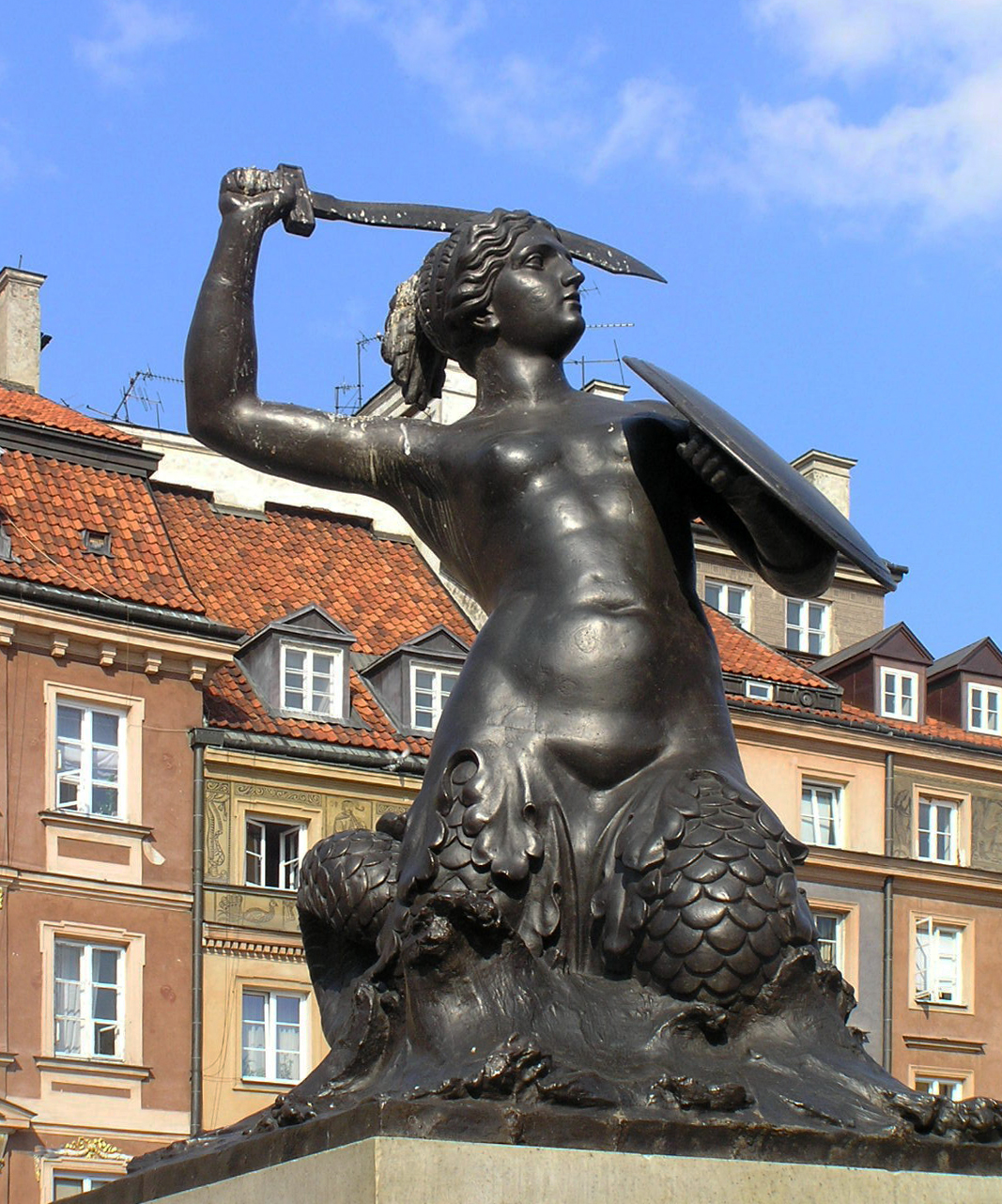
Syrena na Starym Mieście

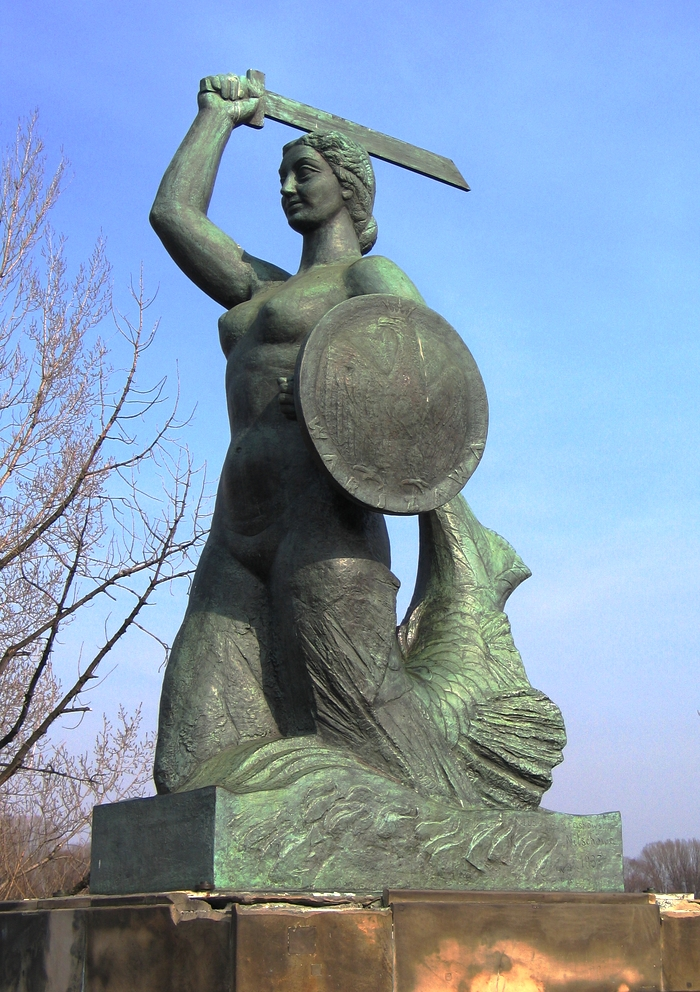
Syrena na Powiślu

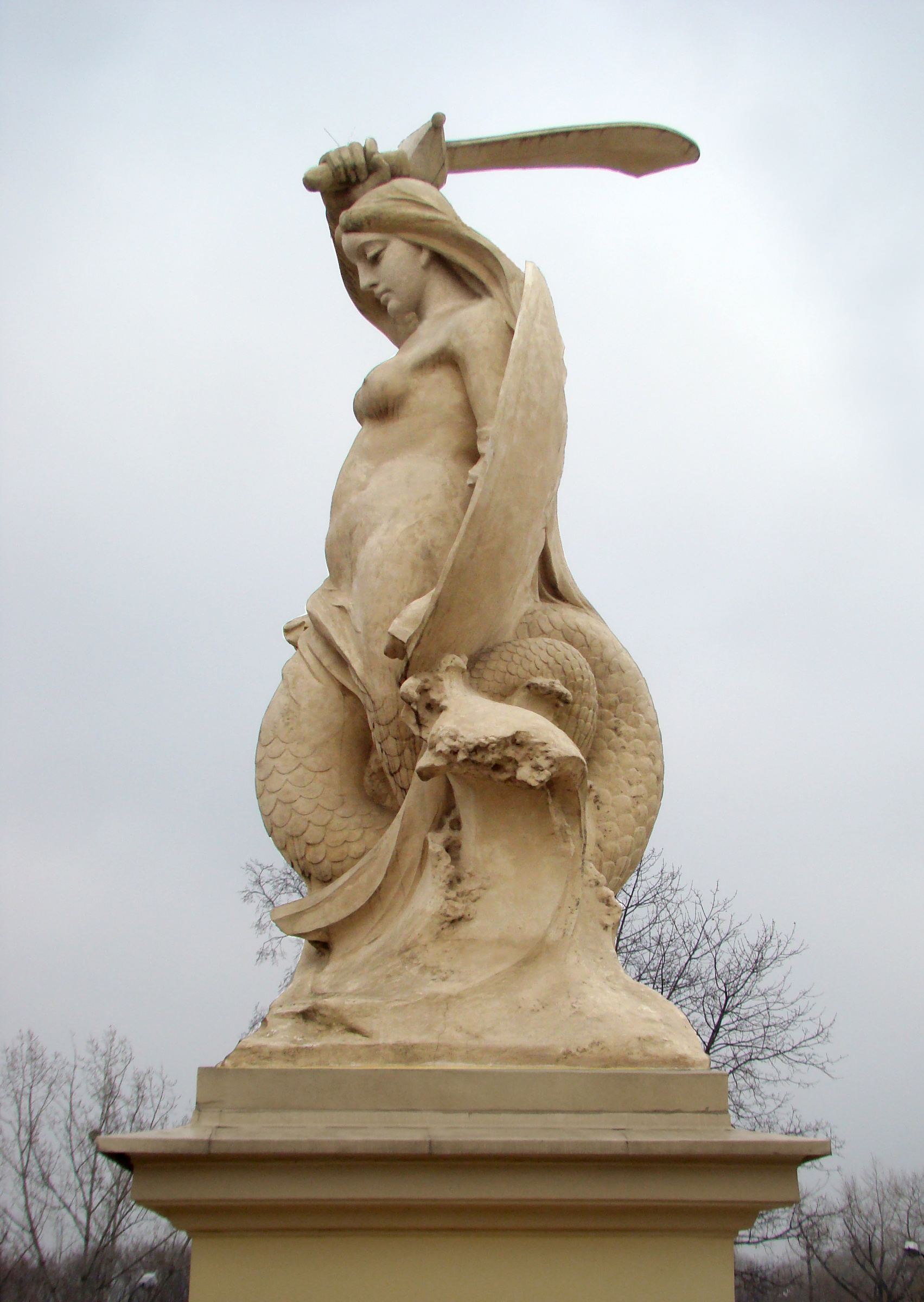
Syrena na wiadukcie im. Stanisława Markiewicza

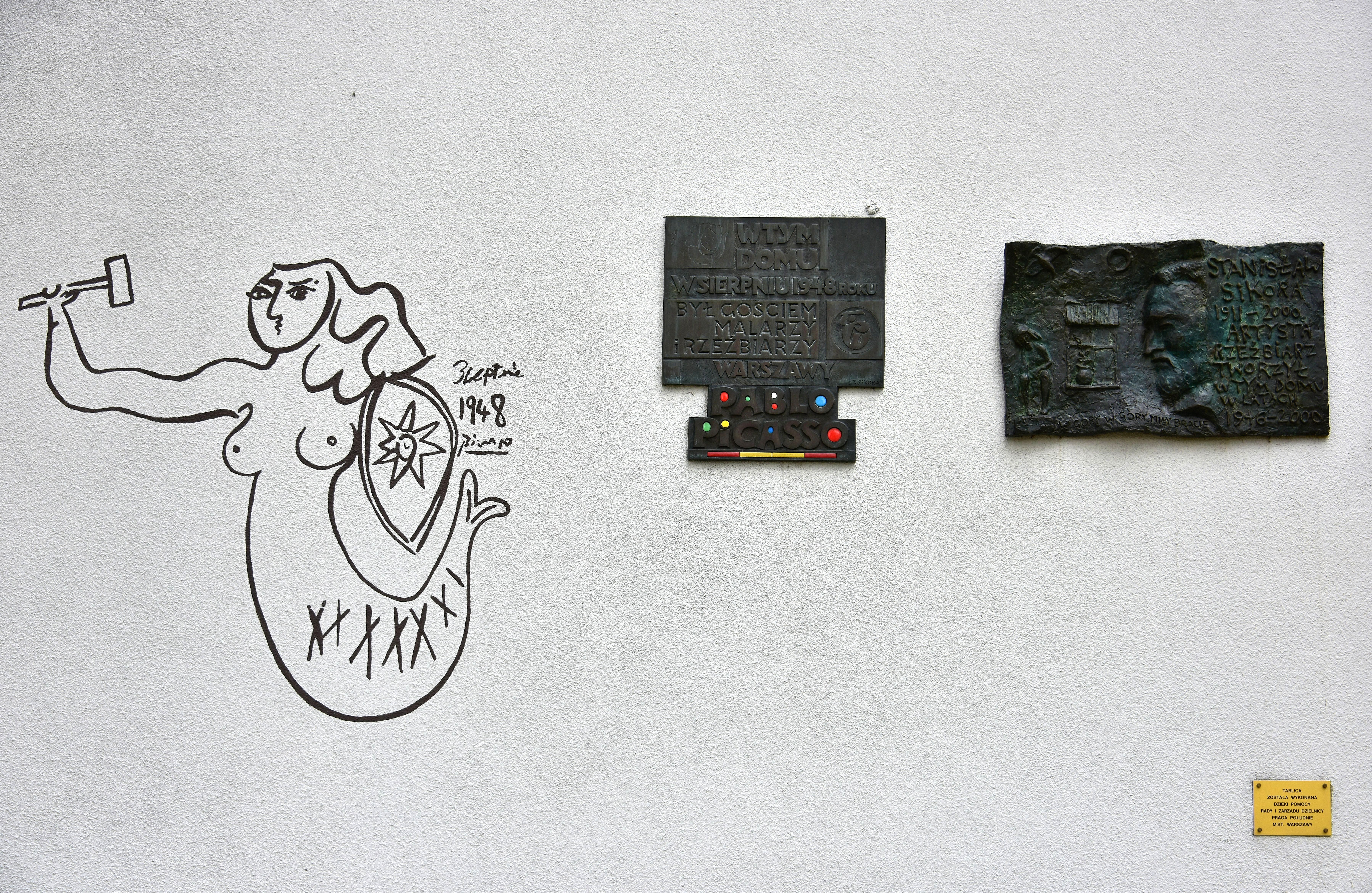
Syrenka Pabla Picassa odtworzona na ścianie budynku przy ul. Obrońców 28/30

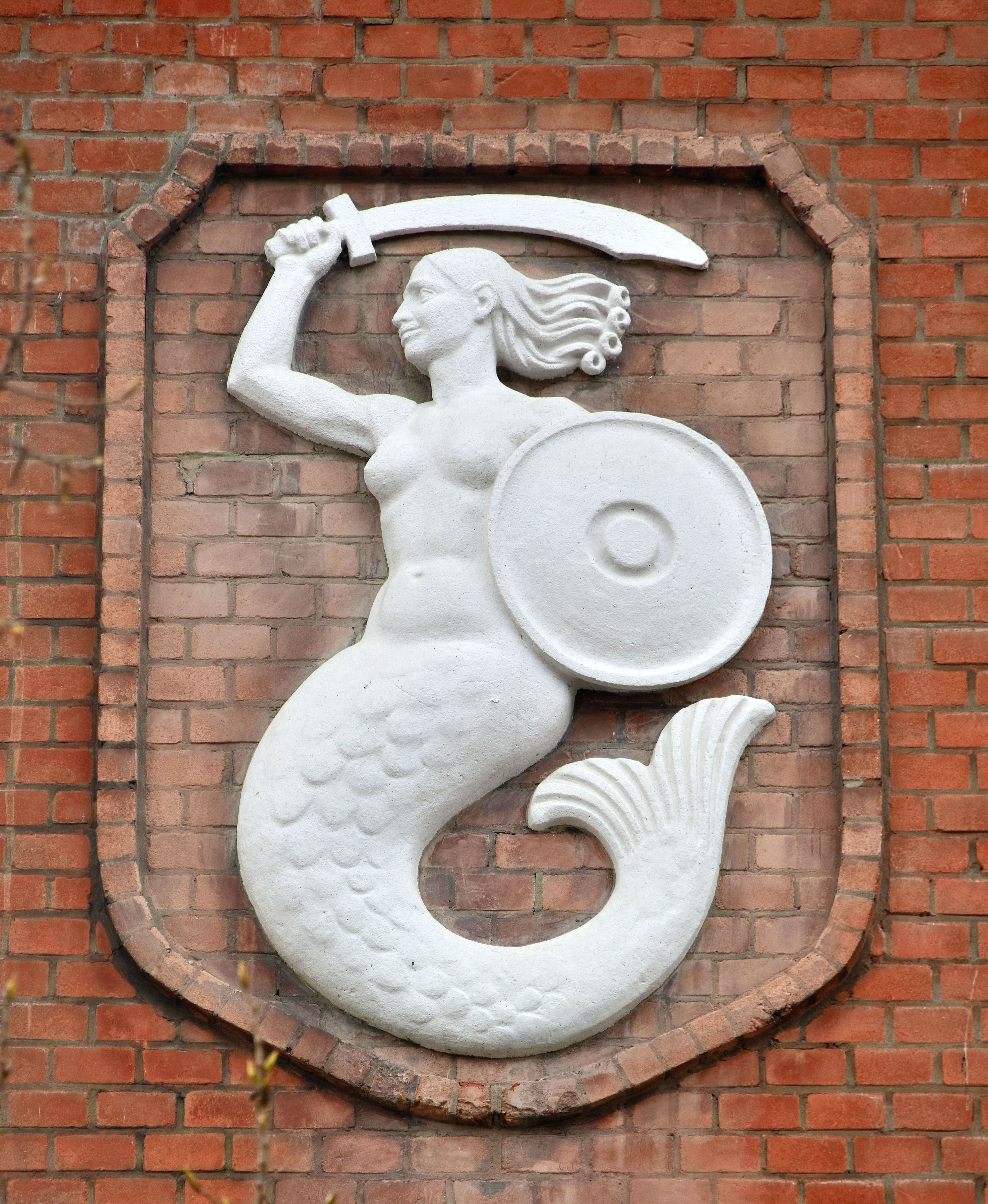
Syrenka wykonana przez Wojciecha Czerwosza

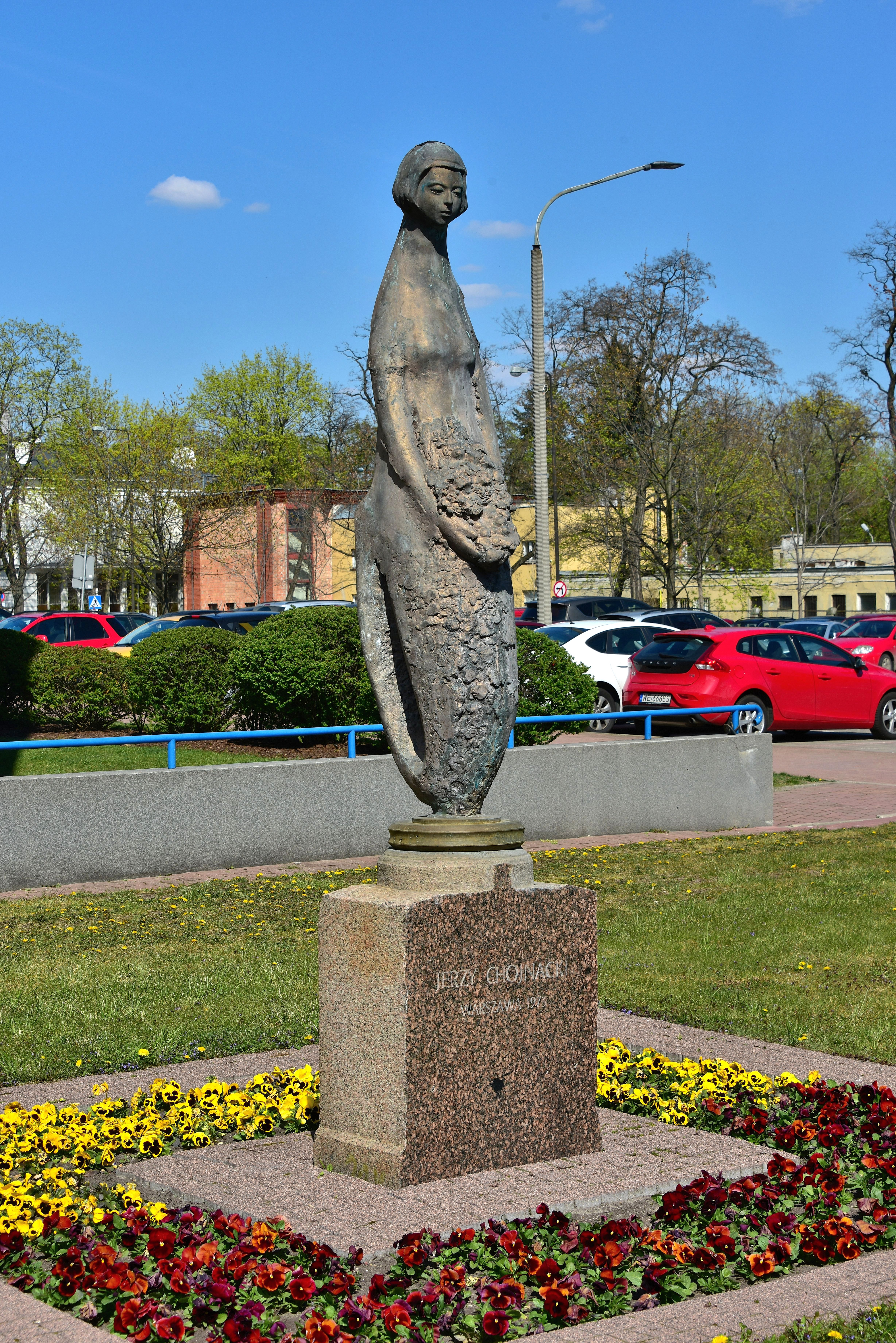
Syrenka wykonana przez Jerzego Chojnackiego przed Urzędem Dzielnicy Praga-Południe przy ul. Grochowskiej 274

Warszawska Syrenka, Warszawska Syrena – syrena, pół kobieta pół ryba, herb oraz jeden z symboli Warszawy.

## Pochodzenie
Syrena była herbem Starej Warszawy (Nowa Warszawa oraz jurydyki posiadały własne herby). 
Najstarszy istniejący wizerunek herbu Warszawy z syreną występuje na pieczęciach dokumentów rady miejskiej Warszawy z 7 kwietnia 1400 roku. Przez długi czas syrena jednak miała zupełnie inny kształt niż dzisiaj. Górna połowa była ludzka, kobieca, na niektórych starszych pieczęciach prawdopodobnie męska, dolna z rozwiniętymi skrzydłami (czasem bez), ogonem i dwiema łapami.
Syrena w kształcie pół kobiety, pół ryby w oficjalnej symbolice miejskiej czyli na pieczęciach pojawiła się dopiero od około połowy XVIII wieku. Jednak już od drugiej połowy XVII wieku spotykana była na ilustracjach do utworów literackich. Przypuszcza się, że motyw syreny mógł zostać zaczerpnięty z popularnych w średniowieczu Physiologusa i bestiarów.
W 1938 zatwierdzono nowy herb Warszawy przedstawiający Syrenę, zaprojektowany przez Szczęsnego Kwartę. W 1967 zastąpiono go wzorem herbu w dwóch wersjach: reprezentacyjnej i użytkowej. W 1990 przywrócono wzór herbu z 1938. Dodatkowo w art. 1 ust. 3 ustawy z dnia 15 marca 2002 r. o ustroju miasta stołecznego Warszawy znalazł się zapis, że wizerunek Syreny o wzorze określonym w statucie m.st. Warszawy jest herbem m.st. Warszawy.
Popularność motywu syreny sprawiła, że Warszawę zaczęto czasem określać „syrenim grodem”, a jej mieszkańców – „syreniarzami”.

## Legendy o Syrence
Syrenka jest bohaterką kilku warszawskich legend. Wszystkie wyznaczają jej rolę patronki i opiekunki miasta.
Według Artura Oppmana Syrenę schwytali rybacy i skrępowaną zanieśli do wioski. Ta jednak swoim pięknym śpiewem przekonała strażnika, żeby ją uwolnił.
Według Ewy Szelburg-Zarembiny Syrena złotą strzałą miała wskazywać zagubionemu na łowach księciu miejsce jego przeznaczenia, na którym wyrosła Warszawa.
Jedna z wersji legendy identyfikuje Syrenę z Sawą, żoną Warsa.
Według kolejnej legendy dawno temu przypłynęły z Atlantyku na Bałtyk dwie siostry – syreny; piękne kobiety z rybimi ogonami. Jedna z nich upodobała sobie skały w cieśninach duńskich i obecnie można ją oglądać siedzącą na skale u wejścia do portu w Kopenhadze. Druga dopłynęła do ujścia Wisły, skąd popłynęła w górę jej biegu. Według legendy u podnóża dzisiejszego Starego Miasta, mniej więcej w miejscu gdzie obecnie znajduje się jej pomnik, wyszła z wody na piaszczysty brzeg, aby odpocząć, a że miejsce jej się spodobało, postanowiła tu zostać.

## Pomniki i płaskorzeźby (m.in.)

### Park Mirowski
Betonowa rzeźba została wykonana przez Ryszarda Kozłowskiego. Ogon Syrenki jest oryginalnie wygięty i tworzy misę.

### Wiadukt Markiewicza
Wiadukt im. Stanisława Markiewicza w ciągu ul. Karowej zdobi postać Syrenki z 1905 dłuta Jana Woydygi.

### Ulica Inżynierska
Płaskorzeźba Syrenki ujęta parą girland znajduje się nad wejściem do dawnego budynku administracyjnego remizy tramwajowej przy ulicy Inżynierskiej 6.

### Ulica Katowicka
Syrenka znajduje się na bocznej ścianie budynku XXXV Liceum Ogólnokształcącego z Oddziałami Dwujęzycznymi im. Bolesława Prusa przy ul. Zwycięzców 7/9 (od strony ul. Katowickiej) na Saskiej Kępie. Płaskorzeźba została wykonana przez Wojciecha Czerwosza.

### Ulica Grochowska
Syrenka znajduje się przed budynkiem Urzędu Dzielnicy Praga Południe przy ul. Grochowskiej 274. Została wykonana przez Jerzego Chojnackiego. Pierwotnie stała na Saskiej Kępie, przed budynkiem kina Sawa.

### Zespół Stacji Filtrów
Płaskorzeźba Syrenki została umieszczona na budynku Zakładu Filtrów Pośpiesznych na terenie Zespołu Stacji Filtrów. Została wykonana przez Jana Golińskiego.

### Sejm
Syrenka na tarczy herbowej na piersi orła znajduje się na drewnianej balustradzie ław rządowych w Sali Posiedzeń Sejmu przy ul. Wiejskiej 4/6/8. Została wykonana przez Aleksandra Żurakowskiego w 1947.

### Inne
Żołnierze brytyjskiego pułku Queen's Royal Hussars noszą naszywkę z Syrenką (Maid of Warsaw) na lewych rękawach mundurów. Przywilej ten został im nadany przez generała Władysława Andersa za wsparcie udzielone siłom polskim przez 7 Pułk Huzarów podczas bitwy o Ankonę w 1944.

## Galeria

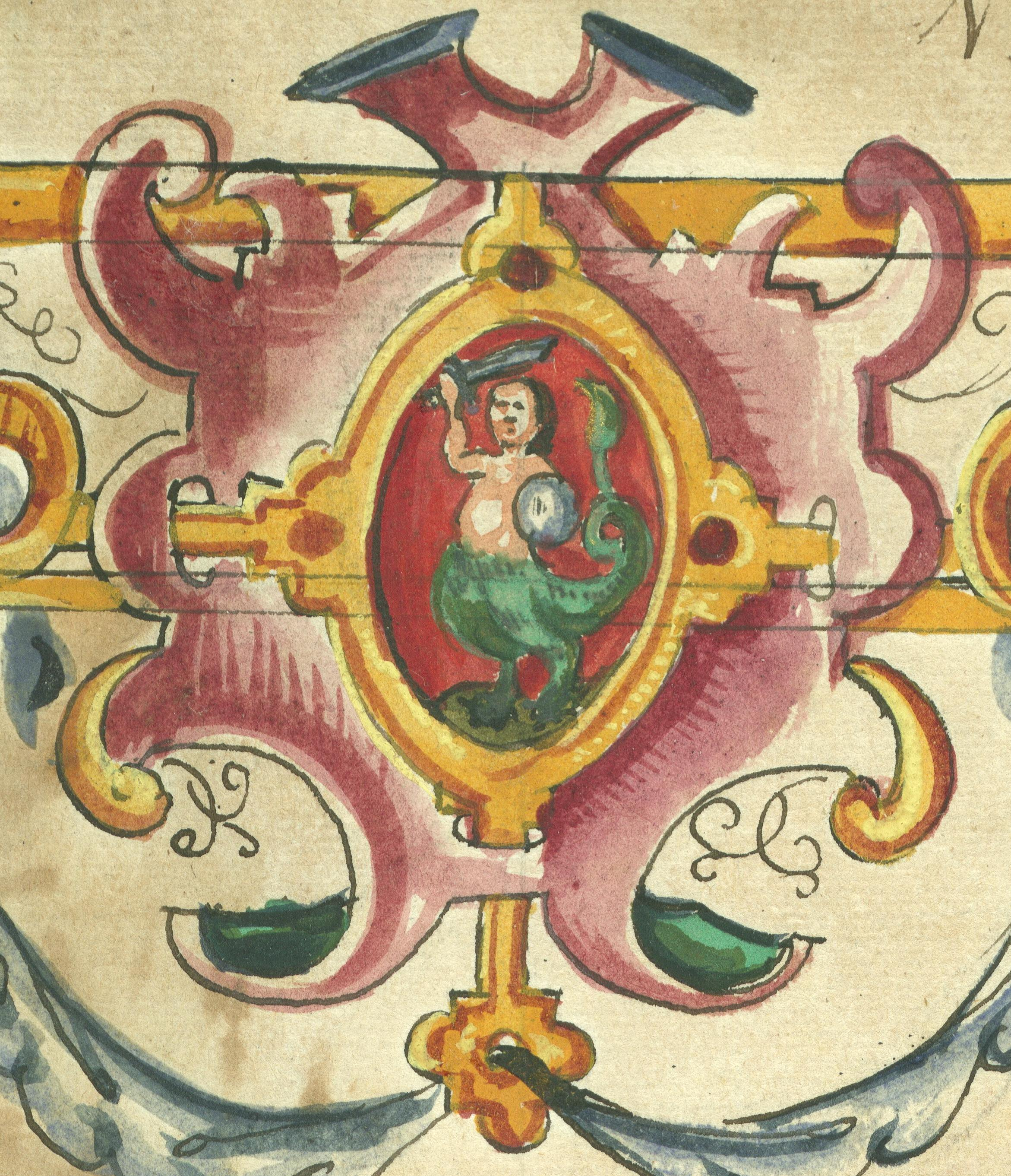
Warszawska syrenka umieszczona na karcie tytułowej księgi rachunkowej Starej Warszawy z 1609
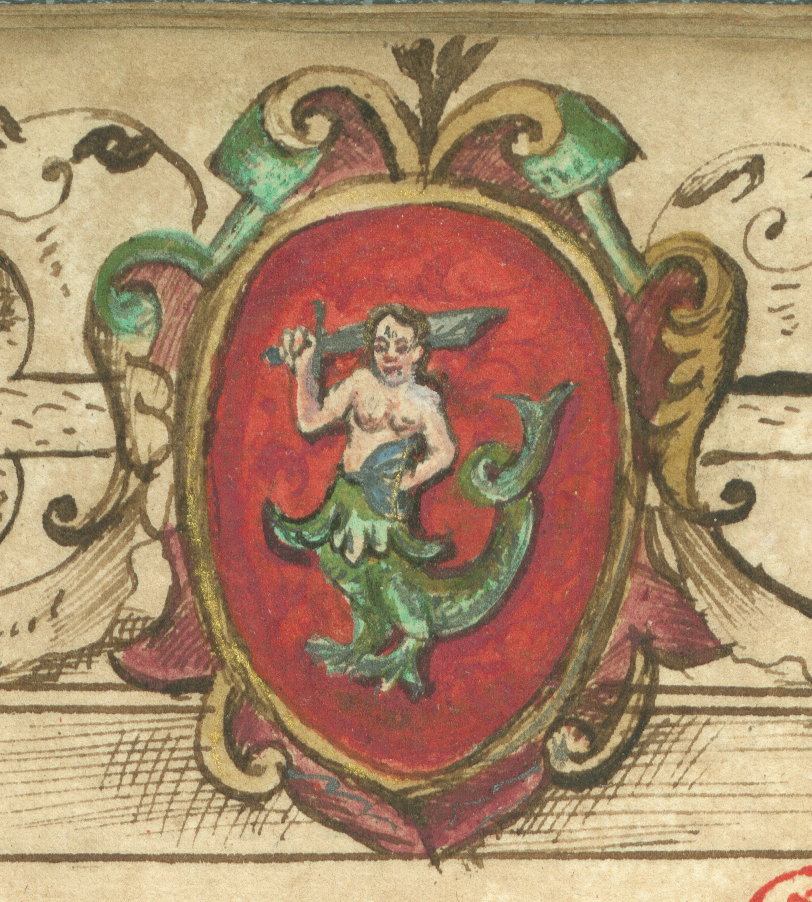
Herb Warszawy umieszczony na karcie tytułowej księgi rachunkowej Starej Warszawy z 1599
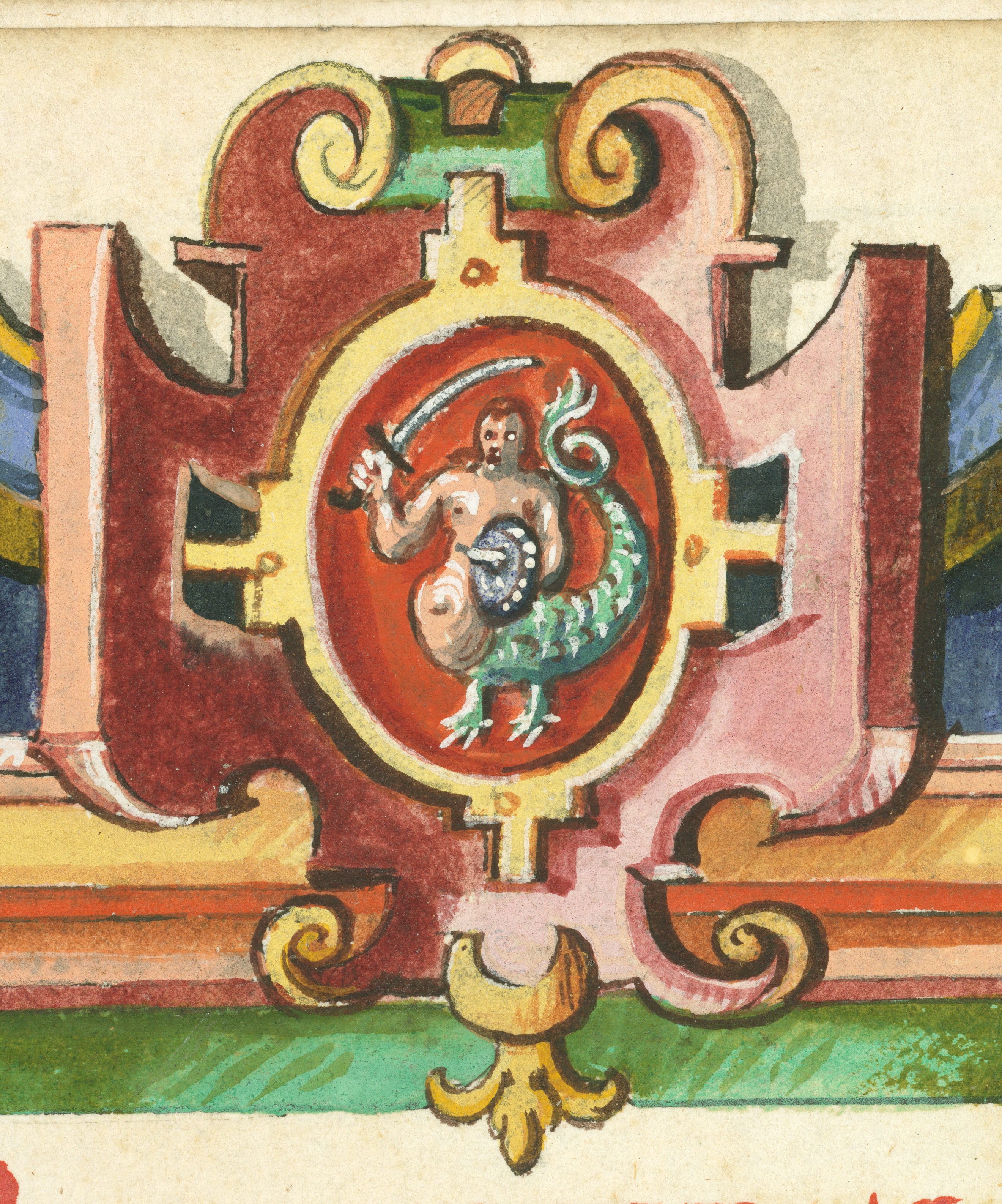
Herb Warszawy umieszczony na karcie tytułowej księgi rachunkowej Starej Warszawy z 1602
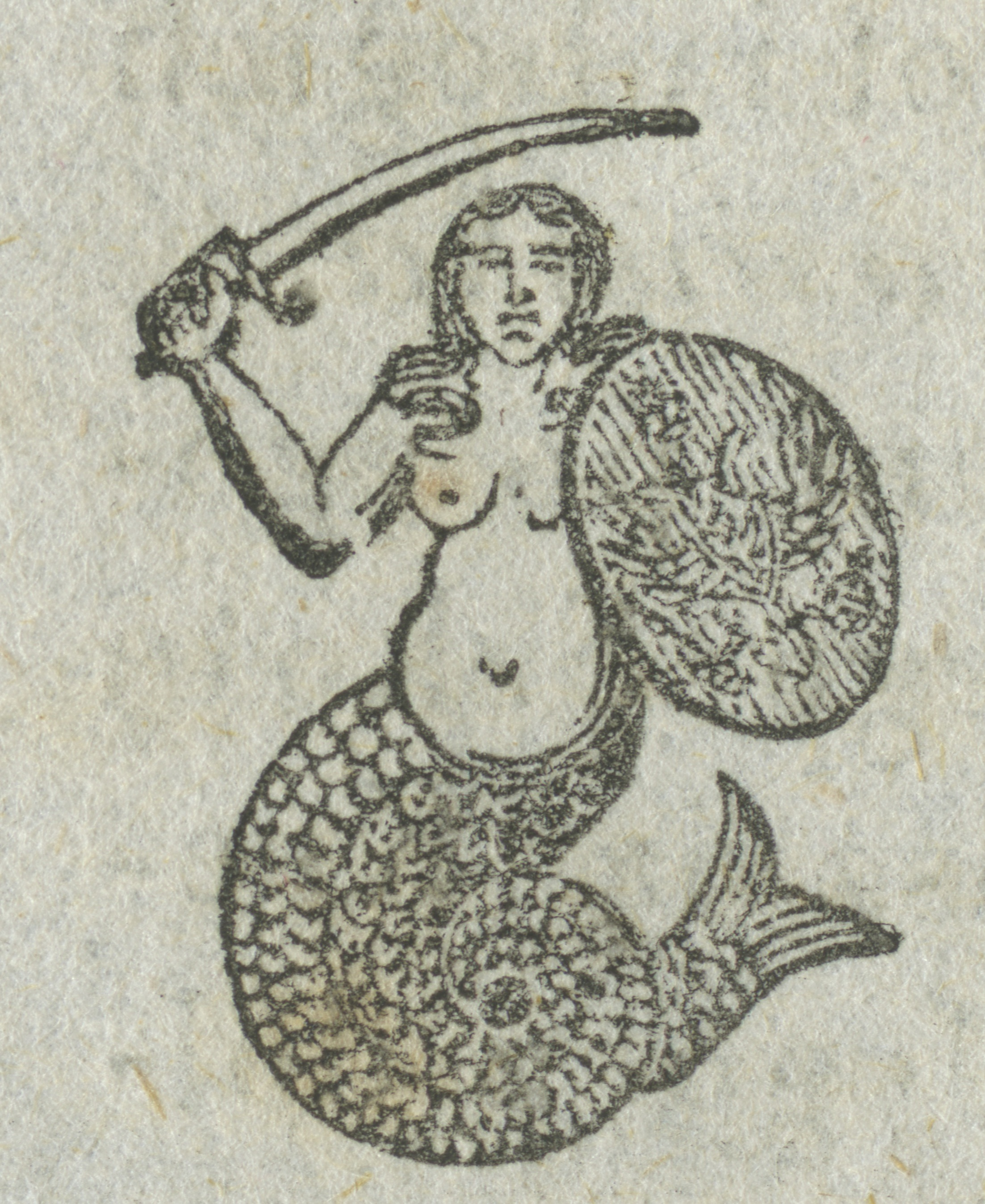
Wizerunek herbu z Kuriera Warszawskiego  - 1845 rok
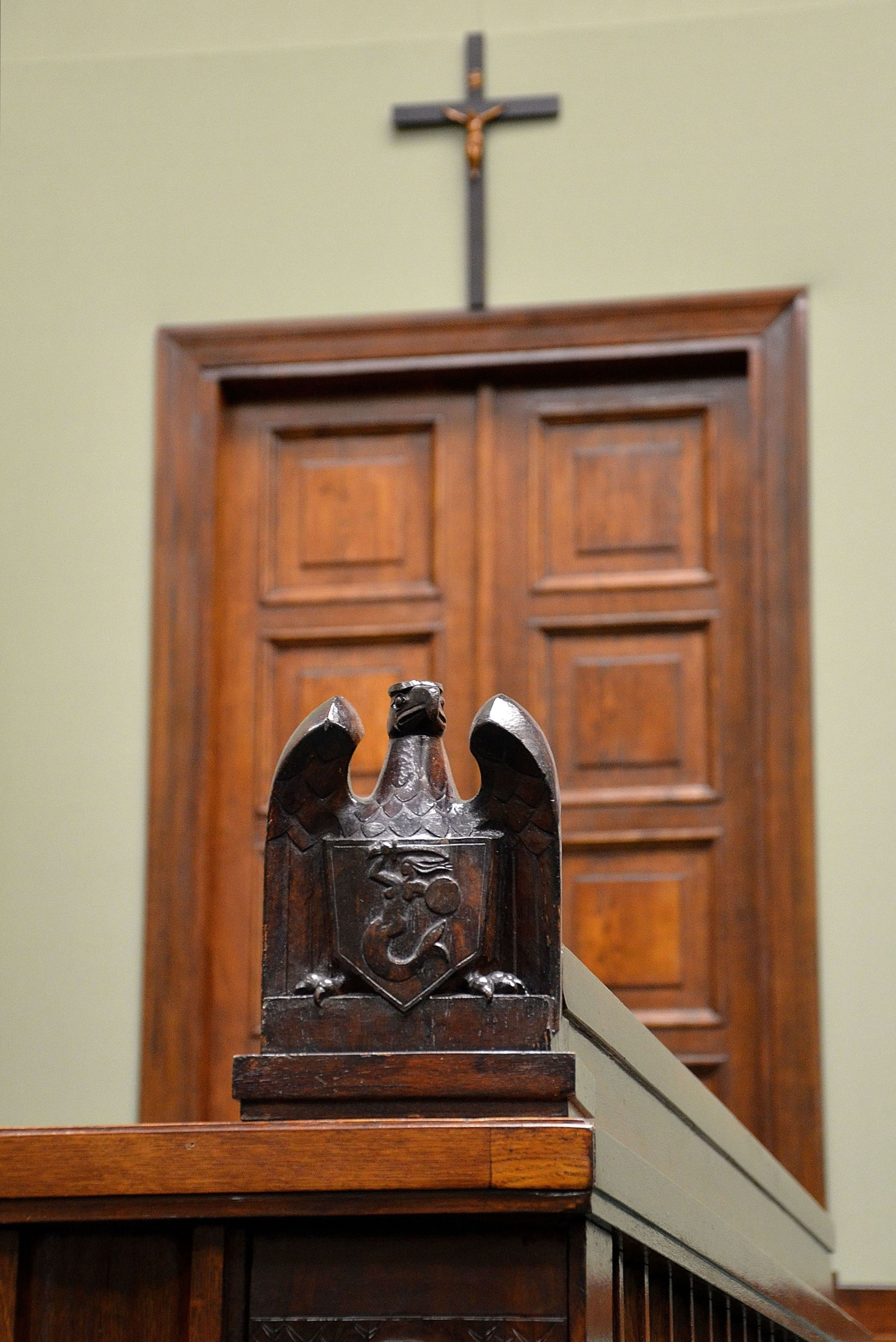
Syrenka w Sali Posiedzeń Sejmu
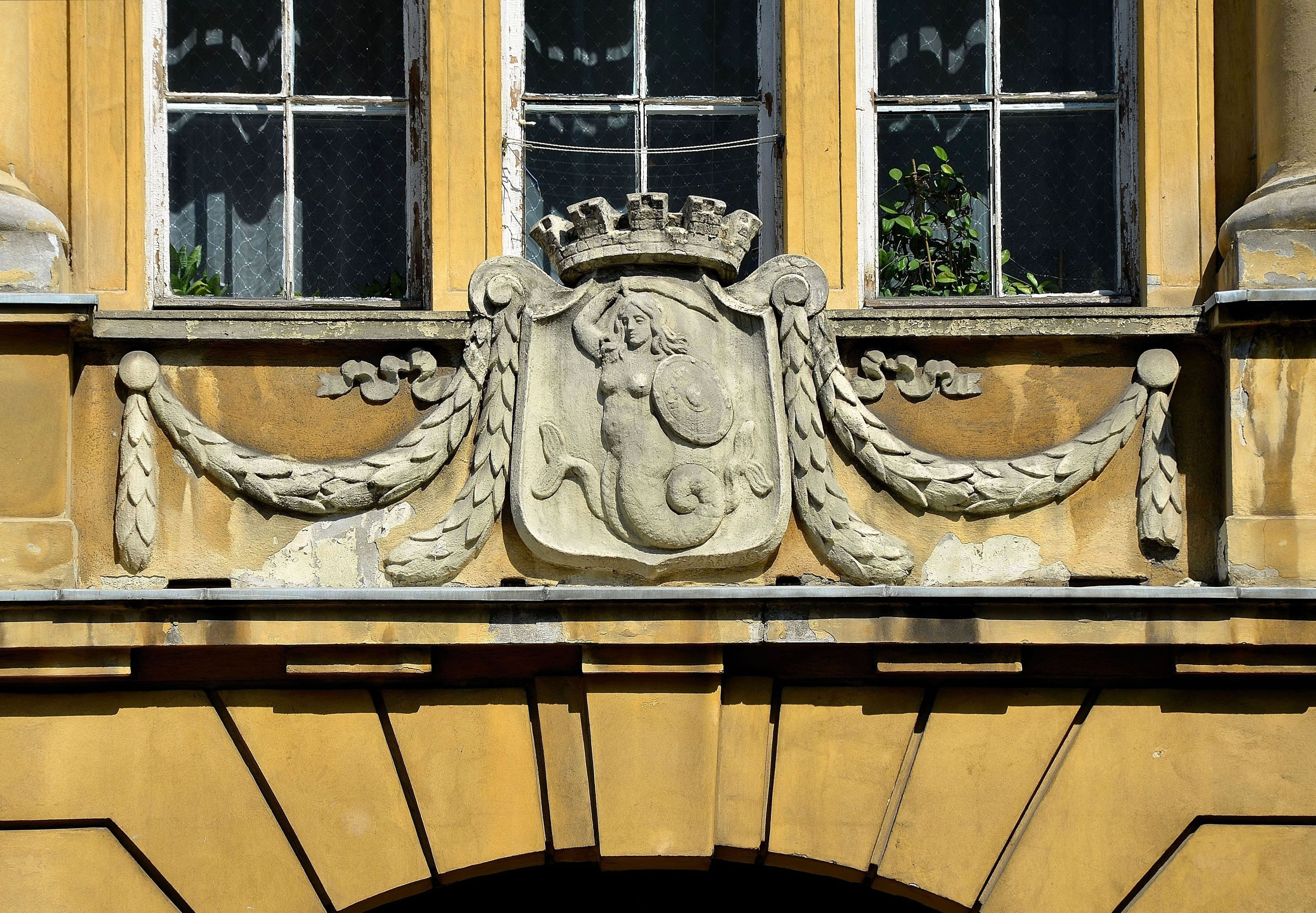
Syrenka na ulicy Inżynierskiej
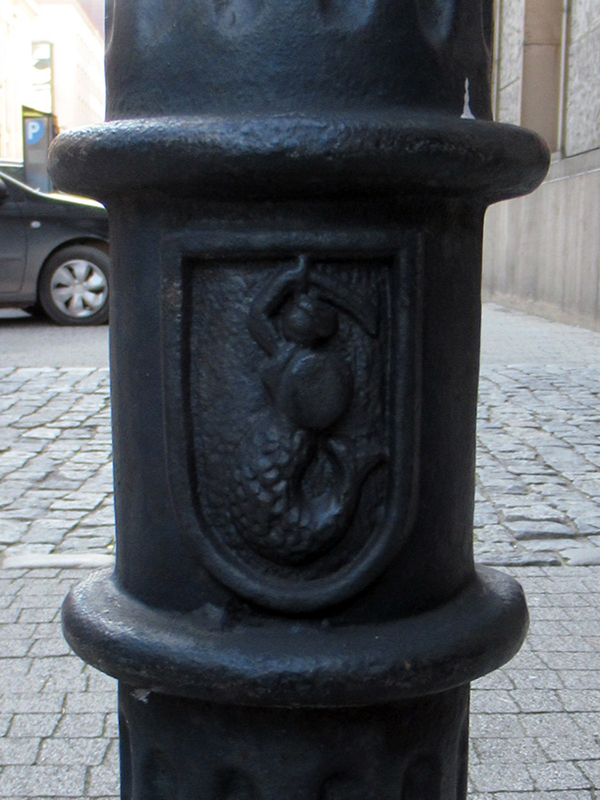
Syrenka na latarni
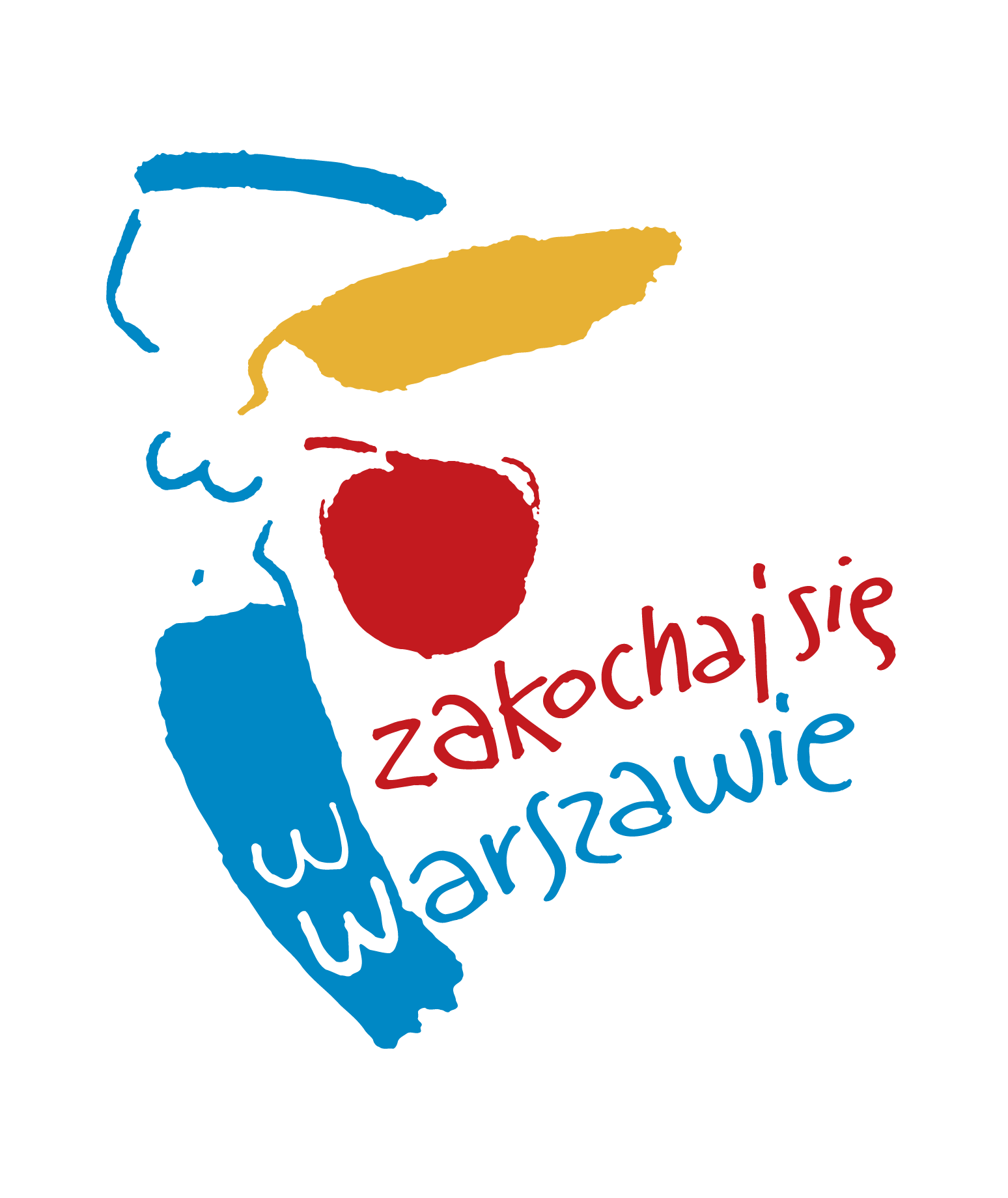
Logo Warszawy